# Рене Бенжамен
Рене́ Бенжаме́н (фр. René Benjamin, 20 березня 1885, Париж, Франція — 4 жовтня 1948, Тур, Франція) — французький прозаїк, драматург, журналіст і лектор, лауреат Ґонкурівської премії (1915) за роман «Ґаспар». У 1938–1948 роках член Ґонкурівської академії.

## Біографія
Рене Бенжамен народився в сім'ї корінних парижан. Батько — Ернест Бенжамен, урядовець на суконній фірмі, був також член і головний секретар Спілки літераторів, близький приятель Октава Мірбо і Франсуа Коппе. Мати — Берта Юе, була музикантка. Рене навчався в коледжі Роллена, потім вступив до ліцею Генріха IV, де здобув кілька нагород на генеральних конкурсах. Далі студіював літературу в Сорбонні, а в 1906-му його призвали в армію — на рік служби.
У 1908-му Рене почав працювати журналістом. Був редактором у часописі «Жиль Блас» (‘‘Gil Blas’’) і вів колонку хроніки в «Еко де Парі» (‘‘L’Écho de Paris’’). 1909 року він опублікував свою першу книжку «Пані Щастя».
Коли спалахнула Перша світова війна, Рене Бенжамена мобілізували. На початку воєнних дій, у вересні 1914 року, його важко поранило недалеко від Вердена. По кілька місяців лікування в Турі Рене Бенжамен опинився в допоміжній військовій частині й побував на всіх фронтах. Демобілізувавшись, 28 червня 1915 він одружився з Елізабет Лекуа — колишньою сестрою-жалібницею, з якою познайомився в сомюрському шпиталі й згодом зобразив як панночку В'єтту в романі «Ґаспар». Весілля відбулося в Саше, в замку, який належав вітчимові Рене Бенжамена. Свого часу в цьому замку гостював Оноре де Бальзак. Рене й Елізабет мали троє дітей 1917, 1918 та 1925 років народження. Після війни подружжя мешкало в Парижі.
1915 року з ініціативи Люсьєна Декава Бенжамен одержав Ґонкурівську премію.
Він був також лектор. Загалом прочитав близько 1400 лекцій на літературну тематику у Франції, країнах Європи, Близького Сходу та Північної Африки. Цю свою діяльність письменник описав у книжці «Стіл і склянка води. Історія пристрасти».
У період між двома світовими війнами Бенжамен брав участь у політичній боротьбі. Належав до крайнього правого крила. Зокрема, в книжці «Женевські авгури» він виступив проти Арістіда Бріана, французького представника в Лізі Націй і проти цієї організації як такої.
1938 року письменника вибрали в члени Ґонкурівської академії завдяки сприянню Леона Доде — з третьої спроби, після смерті Рауля Поншона, причому був перший із ґонкурівських лауреатів, що став також ґонкурівським академіком. Наступного року він подбав, щоб академіком вибрали його приятеля — Саша Ґітрі. Згодом, у 1947 році, Ґонкурівська академія, яку після визволення Франції очолював Люсьєн Декав, нагородила Ґонкурівською премією Жана-Луї Кюртіса. Однак стараннями Рене Бенжамена і Саша Ґітрі того ж року нагороджено також Клебера Едана так званою «позаґонкурівською» («Goncourt hors Goncourt») — альтернативною премією за книжку «Salut au Kentucky» («Привіт Кентуккі»).
З 1940 по 1945 рік Бенжамен разом із родиною мешкав у Турені. Як і раніше, читав лекції, причому і у вільній, і в окупованій зонах Франції. У серпні 1941 року, послухавши виступ маршала Петена по радіо, він занотував:
| «Навдивовижу людяні слова. А тепер ще й сильні. Це вже не „батько“ говорить. Це вождь. Без зайвини, з твердістю він наділяє словам їх повне значення. Я не знаю кращого засобу проти брехні, ніж ця людина. Не знаю нікого, хто міг би пробудити людську душу так, як він». |

У грудні цього ж року, перебуваючи у Парижі, Бенжамен написав:
| «О шостій ранку німці виганяють євреїв із помешкань. Сцени — як під час Іспанської революції. Вранці Марі Д. почула, як гестапівці виселяють її сусіда-єврея. Жахіття! Раптовий грюкіт дверей. Горлові заклики до консьєржа. Тупіт чобіт на сходах. Крик жінок. Невідь-що діється! Жана-Жака Бернара нібито заарештували. Чоловіка Колетти теж. Може, вони в Комп'єні». |

14 листопада 1944 року, вже після визволення Франції, з наказу новопризначеного префекта поліції Рене Бенжамен був заарештований і інтернований як «пронімецький письменник». Після одного року ув'язнення він, завдяки клопотанням адвоката і друга Жана Дара, опинився під домашнім арештом у Парижі й чекав судового процесу. На суді Бенжамена виправдали — за браком складу злочину.
9 лютого 1945-го в Ельзасі загинув його найстарший син, що взяв участь у кампанії в Тунісі, Італії та Франції.
У 1947 році Рене Бенжамен мав аудієнцію в папи Пія XII.
4 жовтня 1948 року письменник помер. Похований у Парижі, на Монмартрському цвинтарі.

## Творчість
1909 року Рене Бенжамен видав власним коштом свою першу книжку «Пані Щастя». «Опублікувавши свій перший роман, — як згодом він згадував, — я зрозумів, що перш ніж віддатися уяві, краще було б мені, мабуть, подивитися на дійсність, отож і проводив цілі дні в судах і аудиторіях, щоб насолоджуватися людською дурістю». Передусім на почерпнутому із спостережень матеріалі Бенжамен написав «Фарс Сорбонни» (1911), «Судді миру, або Двадцять способів судити в Парижі» (1913), «Готель продажу» (1914) та «Палац правосуддя і його юристи», який з'явився тільки в 1919-му.
Як розповів сам Бенжамен у першому розділі книжки «Людина в пошуках своєї душі», він ще змалку закохався в театр і з 1902 по 1905 рік регулярно відвідував «Комеді франсез». 1911 року він написав комедію «Паша», яку поставили в Національному театрі «Одеон». Мали успіх також його інші комедії — «Сорока-одноока» (1921, «Одеон»), «Радощі азарту» (1922, театр «В'є-коломб'є»), «Треба, щоб кожен був на своєму місці» (1924, «В'є-коломб'є») й «Париж» (1932, театр «Брама святого Мартена»). За цим останнім твором режисер Жан Шу зняв фільм, у якому головні ролі зіграли Рене Сен-Сір і Гаррі Бор.
1915 року опубліковано роман «Ґаспар», за який Бенжамену з ініціативи Люсьєна Декава присуджено Ґонкурівську премію 1915 року. Цей твір написано на основі вражень від Першої світової війни. Як і інші: «Під небом Франції» (1916), «Військовий лікар Піп і його батько, англієць на війні» (1918), «Репатріанти» (1918).
Велику частку творів написано, так би мовити, на злобу дня. До соціально-сатиричного жанру належать, зокрема, «Амаду-більшовик» (1920), а також цикл про Валентину, який 1924 року розпочався книжкою «Валентина, або Манія демократії» — антиурядовим і антидемократичним памфлетом, що мав великий успіх і кілька разів перевидавався. Складається він із трьох частин: «Валентина і її батько-ліберал», «Валентина і її син-реакціонер») і, нарешті, «Валентина і її друг-радикал»). Конгрес педагогів у Страсбурґу, на якому побував сам автор, описано в брошурі «Осли і демагоги» (1927), а в «Женевських авгурах» (1929) розкритиковано політику Ліги Націй.
Рене Бенжамен був майстер літературного портрета. До такого жанру належать написані з натури «Розгнузданий Антуан» (1923), «Закований Антуан» (1928), «Під сонцем поезії. Під витрішкуватим оком пані Ноей» (1928), «Клемансо у відставці» (1930), «Шарль Морра, той син моря» (1932), «Саша Ґітрі, король театру» (1933), «Самотність Антуана» (1941). Інші твори цього жанру — «Дивовижне життя Оноре де Бальзака» (1925), «Мольєр» (1936), «Марія-Антуанетта» (1940). Зроблено докладні літературні портрети Хоакіна Карвальйо в романі «Людина в пошуках своєї душі», Леона Доде («Галера Ґонкурів», (1948) і Пія XII («Янгольські відвідини», 1948).
Інші портрети позначено виразною правою орієнтацією автора і публіцистичністю. Це «Монолог Моріса Барреса» (1924), «Маршал Жоффр» (1928), «Слова маршала Жоффра» (1929), «Баррес — Жоффр» (1931), «Муссоліні і його народ» (1937). Особливе місце посідає Петен, про якого Бенжамен написав три книжки по кількасот сторінок кожна: «Маршал і його народ» (1941), «Сім зірок Франції» (1942), у якій оцінено реформи маршала, й «Велика людина самотою» (1943). Бенжамен порівняв петенівський стиль правління з королівським у таких словах:
| «Він вирішив піти у французький народ — відродити давній звичай, якого додержували наші найкращі принци». |

Найяскравіші твори Рене Бенжамена вийшли з-під пера наприкінці життя. У них його почуття і пережиття переважують усе інше. Найстійкішою й найпевнішою ознакою моральности виступає страждання — за себе самого, за свою родину й друзів, та передусім — за майбутнє своїх дітей. І за Францію. Це своєрідний іспит на совість суспільства, що руйнується.
До цього переліку належать «Хроніка буремного часу» (1938), «Трагічна весна» (1940), «Людина в пошуках своєї душі» (1943), «Невинні в бурю» (написано в 1944 році, опубліковано в 1947-му), «Убита дитина» (1946) та «Божий лик» (1948). «Трагічну весну» присвячено «пам'яті Тьєррі де Мартеля, хірурга, сина Жип, що наклав на себе руки того дня, коли німці вторглися в Париж». «Людина в пошуках своєї душі: свідчення француза про драму цього часу» — це водночас оповідь і психологічний та історичний аналіз людства. «Дійсне і вимріяне про освіту» присвячено Петену — «великій людині, яка, пообіцявши сама собі оновити освіту у Франції, вклала всю душу в цю справу». Написаний під враженням від загибелі найстаршого сина твір «Убита дитина» присвячено молодшому синові:
| «Моєму Франсуа. Любий Франсуа, все своє життя я мріяв писати книжки про людську чесність і заповісти своїм дітям прізвище, яке робить честь. Ненависть і заздрість сподівалися зганьбити його. Але одним помахом крила твій брат, віддавши своє життя за вітчизну, повернув славу цьому прізвищу. Ось тепер, коли підупадає моя сила, а я у великій біді лаштуюся покинути вас і приєднатися до загиблого, і ось тут, де душі хмеліють або жахаються на сам вигляд Істини, лелій, люба дитино, бережи в благоговійних руках цю спадкову відзнаку». |

«Невинні в бурю» — це «історія французької родини упродовж одного тижня у травні 1944-го. Напередодні свого визволення Франція переживала години мук і тривоги».
Духовним заповітом письменника стали «Янгольські відвідини» — остання книжка, видана за його життя. Це оповідь про аудієнцію, яку папа Пій XII дав Рене Бенжамену в 1947 році й наділив його смаком надії та силою прощення. Це був також останній літературний портрет.

## Твори
- ‘‘Madame Bonheur’’, Grasset, 1909 — «Пані Щастя»
- ‘‘La Farce de la Sorbonne’’, Marcel Rivière et Cie, 1911 — «Фарс Сорбонни»
- ‘‘Le Pacha’’, comédie en deux actes représentée pour la première fois au Théâtre national de l'Odéon en 1911, Librairie Stock, 1911 — «Паша»
- ‘‘Les Justices de paix ou les vingt façons de juger dans Paris’’, Arthème Fayard, 1913 — «Суди миру, або Двадцять способів судити в Парижі»
- ‘‘Paris, sa faune et ses mœurs, l'Hôtel des ventes’’, dessins de Jean Lefort — G. Oudin, 1914 — «Париж, його фауна та звичаї, готель продажу»
- ‘‘Gaspard’’, Arthème Fayard, 1915 — «Ґаспар»
- ‘‘Sous le ciel de France. La guerre’’, Arthème Fayard, 1916 — «Під небом Франції. Війна»
- ‘‘Un pauvre village de France’’, orné de 29 bois de Jean Perrier, L’Édition de luxe, 1918 — «Бідне французьке село», 29 дереворитів Жана Пер'є
- ‘‘Le Major Pipe et son père, Anglais en guerre’’, Arthème Fayard, 1918 — «Військовий лікар Піп і його батько, англієць на війні»
- ‘‘Les Rapatriés’’, Berger-Levrault, 1918 — «Репатріанти»
- ‘‘Le Palais et ses gens de justice’’, Arthème Fayard, 1919 — «Палац правосуддя і його юристи»
- ‘‘Grandgoujon’’, Arthème Fayard, 1919 — «???»
- ‘‘Amadou bolcheviste’’, Arthème Fayard, 1920 — «Амаду-більшовик»
- ‘‘La Pie borgne’’, comédie en un acte représentée pour la première fois au Théâtre national de l'Odéon, le 24 juin 1921, Librairie Stock, 1921 — «Сорока-одноока»
- ‘‘Les Plaisirs du hasard’’, comédie en quatre actes représentée pour la première fois au Théâtre du Vieux-Colombier le 21 avril 1922, La Petite illustration théâtrale n° 71, 1922 — «Радощі азарту»
- ‘‘Antoine déchaîné’’, reportage sur le tournage de L'Arlésienne’ d'André Antoine, Arthème Fayard, 1923 — «Розгнузданий Антуан»
- ‘‘Valentine ou la folie démocratique’’, Arthème Fayard, 1924 — «Валентина, або Манія демократії».
- ‘‘Il faut que chacun soit à sa place’’, comédie en 3 actes représentée pour la première fois au Théâtre du Vieux-Colombier le 14 février 1924, La Nouvelle Revue française, 1924 (avec Les ‘‘Plaisirs du hasard’’) — «Треба, щоб кожен був на своєму місці»
- ‘‘Le Soliloque de Maurice Barrès’’, Arthème Fayard, 1924 — «Монолог Моріса Барреса»
- ‘‘La Prodigieuse Vie d'Honoré de Balzac’’, Plon, collection " Le roman des grandes existences ", 1925 — «Дивовижне життя Оноре де Бальзака»
- ‘‘Minerve ou le Charcutier comprenant Valentine ou la folie démocratique’’ — ‘‘Il faut que chacun soit à sa place’’ — ‘‘Villandry ou le visage de la France’’, Nouvelle Librairie nationale, 1926 — «Мінерва, або М'ясник» («Валентина, або Манія демократії», «Треба, щоб кожен був на своєму місці», «???»)
- ‘‘Aliborons et démagogues’’, Arthème Fayard, 1927 — «Осли і демагоги»
- ‘‘Au soleil de la poésie. Sous l’œil en fleur de Madame de Noailles’’, Librairie des Champs-Elysées, 1928 — «Під сонцем поезії. Під витрішкуватим оком пані Ноей»
- ‘‘Antoine enchaîné’’, Éditions des Cahiers libres, 1928 — «Загнузданий Антуан»
- ‘‘Le maréchal Joffre, suivi de pages inédites et de l'histoire du XXXVe Fauteuil’’, gravures sur bois dans le texte de Thiollière — Félix Alcan, 1928 (collection " Les Quarante ", fauteuil XXXV) — «Маршал Жоффр, разом із не виданими сторінками історії XXV крісла»
- ‘‘Glozel, vallon des morts et des savants’’, Arthème Fayard, 1928 — «Ґлозель, долина мертвих і святих»
- ‘‘La cour d'Assises, ses pompes et ses œuvres’’, Arthème Fayard, collection " Le Livre de Demain ", 1931 — «Асизький двір, його пишнота і витвори»
- ‘‘Les Paroles du maréchal Joffre’’, Éditions des Cahiers libres, 1929 — «Слова маршала Жоффра»
- ‘‘Les Augures de Genève’’, Arthème Fayard, 1929 — «Женевські авгури»
- ‘‘Clemenceau dans la retraite’’, Plon, 1930 (collection " La Palatine ") — «Клемансо у відставці»
- ‘‘Taureaux et méridionaux’’, étude de René Groos, illustrations d'André Villeboeuf, Édition du Capitole, 1930 — «Бики і південці»
- ‘‘Saint Vincent de Paul’’, Á la Cité des Livres, 1930 — «Святий Венсан де Поль»
- ‘‘La Dernière Nuit’’, Flammarion, 1930 (collection « Les Nuits») — «Остання ніч»
- ‘‘Barrès-Joffre’’, Plon, 1931 (collection " Grandes figures ") — «Баррес — Жоффр»
- ‘‘Charles Maurras, ce fils de la mer’’, Plon, 1932 (collection " Grandes figures ") — «Шарль Морра, той син моря»
- ‘‘Paris’’, pièce en deux actes et huit tableaux représentée pour la première fois au théâtre de la Porte Saint-Martin le vendredi 22 janvier, Plon, 1932 — «Париж»
- ‘‘Sacha Guitry, roi du théâtre’’, Plon, 1933 (collection " La Palatine ") — «Саша Ґітрі, король театру»
- ‘‘Molière’’, Plon, 1936 — «Мольєр»
- ‘‘Mussolini et son peuple’’, Plon, 1937 — «Муссоліні і його народ»
- ‘‘Chronique d'un temps troublé’’, Plon, 1938 — «Хроніка буремного часу»
- ‘‘Marie-Antoinette’’, Les Éditions de France, 1940 — «Марія-Антуанетта»
- ‘‘Le Printemps tragique’’, Plon, 1940 — «Трагічна весна»
- ‘‘Vérités et rêveries sur l’éducation’’, Plon, 1941 — «Дійсне і вимріяне про освіту»
- ‘‘La Solitude d'Antoine’’, Aux Armes de France, 1941 — «Самотність Антуана»
- ‘‘Le Maréchal et son peuple’’, Plon, 1941 — «Маршал і його народ»
- ‘‘Les Sept Étoiles de France’’, Plon, 1942 — «Сім зірок Франції»
- ‘‘L'Homme à la recherche de son âme : témoignage d'un Français sur le drame de ce temps avec 7 eaux-fortes par André Jacquemin’’, Plon, 1943 — «Людина у пошуках своєї душі: свідчення француза про драму цього часу», з сімома офортами Андре Жакмена
- ‘‘Le Grand Homme seul’’, Plon, 1943 — «Велика людина самотою»
- ‘‘La Table et le verre d'eau. Histoire d'une passion’’, Genève, Les Trois Anneaux, 1946 — «Стіл і склянка води. Історія пристрасти»
- ‘‘L'Enfant tué’’, Paris, Les Éditions nouvelles, 1946 — «Убита дитина»
- ‘‘Les Innocents dans la tempête’’, Plon, 1947 — «Невинні у бурю»
- ‘‘La Visite angélique’’, Paris, L’Élan, 1948 — «Янгольські відвідини»
- ‘‘Le Divin Visage’’, Paris, L’Èlan, 1948 — «Божий лик»
- ‘‘La Galère des Goncourt’’, préface de Sacha Guitry, L’Élan, 1948 — «Галера Ґонкурів»
- ‘‘Le Vin, lumière du cœur’’, Paris, Robert Cayla, collection " Les Amis de l'originale ", 1948 — «Вино, світло серця»
- ‘‘Balzac’’, préface d'Anne Brassié, avant-propos de Xavier Soleil, Les Cahiers René Benjamin, Cahier n° 1 (1er semestre 2013), éditions Pardès, 2013 — «Бальзак», п'єса в семи актах

## Лінки
- Xavier Soleil. «Présence de René Benjamin». Ксав'є Солей. Стаття про Рене Бенжамена
- Сайт, присвячений Рене Бенжамену